# Rivers United
Rivers United FC este un club de fotbal din Nigeria, fondat în 2016, își are sediul în orasul Port Harcourt. Echipa concurează în prima ligă, primul eșalon al fotbalului nigerian.

## Istoria clubului
Clubul s-a format prin fuziunea a două echipe din orașul Port Harcourt, Sharks FC și Dolphins FC în 2016, după ce guvernul statului Rivers a primit permisiunea de a uni cele două cluburi și a forma un singur club care a luat numele de Rivers United.
Ambele cluburi erau conduse de guvernul statului și se confruntau cu dificultăți financiare. Sharks a fost retrogradat din prima divizie în 2015, în timp ce Dolphins abia scăpase de la retrogradare după ce au remizat ultimul meci. Noul logo al clubului Rivers United conține atât un rechin, cât și un delfin, ca urmare a fuziunii.
Șase ani au trecut de la fuziunea celor două cluburi, iar Rivers United își trece în palmares primul titlu de campioană a Nigeriei.